# Cergio Prudencio
Cergio Prudencio (La Paz, 3 de novembro de 1955) é um músico e compositor boliviano. É conhecido por seu trabalho com instrumentos nativos, tendo fundado uma orquestra experimental em que os utiliza, e também por suas composições para trilhas de diversos filmes. 

## Biografia
Se formou em regência e composição pela Universidade Católica Boliviana. Tomou parte de uma das edições dos Cursos Latinoamericanos de Música Contemporânea. Completou sua formação na Orquestra Nacional Juvenil da Venezuela. Se dedicou em especial a estudar violão clássico, flauta transversal, piano e percussão. Foi influenciado por, entre outros, o uruguaio Coriún Aharonian, o venezuelano José Antonio Abreu e o boliviano Alberto Villalpando. Segundo o próprio músico, as suas influências poderiam ser resumidas às da vertente européia, clássica, e a da musicalidade do povo aimará que habita a região de La Paz.
Fundou em 1980 a Orquestra Experimental de Instrumentos Nativos (OEIN), a qual dirige ainda hoje, dedicada à composição, exibição e difusão da música andina e de outros gêneros, utilizando os instrumentos típicos da região, aerófonos e de percussão. A OEIN percorreu palcos de vários países latinoamericanos e europeus. Também atua como compositor, diretor de orquestra, investigador e professor. Em 2008 recebeu uma Bolsa Guggenheim. Entre novembro de 2020 e março de 2021 desempenhou o cargo de vice-ministro de interculturalidade, durante a gestão de Luís Arce.
Entre suas obras se destacam La Ciudad (1980) Cantos de Tierra (1990), Cantos Meridianos (1996), Uyariwaycheq (1998), Cantos crepusculares (1999), entre outros.

### Trilhas para filmes
Também compôs músicas para várias produções em vídeo (assim como para o teatro e espetáculos de dança), entre obras de ficção e documentários, curtas e longa-metragens. A destacar as trilhas que compôs para filmes de cineastas bolivianos renomados, como Paolo Agazzi, Jorge Sanjinés e Juan Carlos Valdivia. Em 2023 recebeu o prêmio de Melhor Música Original nos Prêmios Platino, pela trilha que fez para o filme Utama, estréia na direção de seu compatriota Alejandro Loayza. A sua obra também foi premiada no Festival de Cinema de Málaga, na mesma categoria.

## Ligações Externas
Registro de uma apresentação da OEIN para o o Festival Internacional de Música Contemporânea "Outono de Varsóvia", realizado na Polônia em setembro de 2014:
https://www.youtube.com/watch?v=OxqYdDgfvBA
Entrevista com o músico, para a Revista Ciencia y Cultura:
http://www.scielo.org.bo/scielo.php?script=sci_arttext&pid=S2077-33232002000200014
Trechos de algumas das músicas que compôs para o cinema
https://www.epdlp.com/compbso.php?id=5672